# Heliophanus maluti
Heliophanus maluti – gatunek pająka z rodziny skakunowatych.
Gatunek ten opisany został w 2014 roku przez Wandę Wesołowską i Charlesa Haddada.
Samce osiągają od 1,7 do 1,9 mm długości prosomy i od 1,9 do 2,4 mm długości opistosomy, zaś samice od 1,9 do 2,1 mm długości prosomy i od 2,3 do 3,6 mm długości opistosomy. Ciemnobrązowy z metalicznym połyskiem i czarnym polem ocznym karapaks porastają bezbarwne włoski, a u samicy po bokach także włoski białe. Warga dolna, endyty i sternum są ciemno zabarwione. Barwa odnóży jest ciemnobrązowa do czarnej, a kądziołków przędnych czarna. Nogołaszczki samca są ciemne z wąskim paskiem białych łusek na rzepce, zaś samicy pomarańczowe. Spód opistosomy jest ciemnoszary zaś wierzch czarny z jasnym wzorem, wykazującym dymorfizm płciowy. Samiec ma nogogłaszczki z trójkątnym bulbusem, bardzo krótkim embolusem i dwoma większymi niż u H. charlesi apofizami na goleni. Owalne epigynum samicy ma parę zaokrąglonych, płytkich wgłębień oraz V-kształtną tylną krawędź. Samicę od H. charlesi wyróżniają dłuższe gruczoły dodatkowe.
Pająk afrotropikalny, znany tylko z południowego i środkowego Lesotho, z dystryktów Leribe, Maseru, Qacha’s Nek i Quthing. Spotykany pod kamieniami, wśród ziołorośli i na łąkach. Odławiany na wysokości od 1800 do 2500 m n.p.m..